# Liste abendländischer Bauten mit rundbogigen Rippengewölben
Rippengewölbe finden sich, abgesehen von Kuppeln der islamischen Baukunst und davon abgeleitet auch im Mudéjarstil, vor allem in der gotischen Architektur. Wegen der statischen Vorteile spitzbogiger Rippengewölbe wurde auch eine nicht geringe Anzahl ansonsten romanischer Bauten mit derartigen, eigentlich für die Gotik typischen Gewölben vollendet oder nachträglich ausgestattet.
Es gibt jedoch auch einige Bauwerke mit rundbogigen Rippengewölben. Teils wurden sie gleich so gebaut, weil man die Vorteile von Rippengewölben nutzen wollte, aber romanische Formen bevorzugte, während anderswo schon gotisch gebaut wurde, teils hat man ältere Bauwerke ergänzt (nachträgliche Einwölbung) oder repariert, dabei aber einen Stilbruch vermieden.
Diese Liste soll keine Werke des Historismus aufnehmen. Wiewohl sie mit Kirchengebäuden begonnen wurde, soll sie auch für andere Gebäude offen sein.

## Elsass
im Mittelalter zum Heiligen Römischen Reich, seit 1648 mit Unterbrechungen zu Frankreich
- Stiftskirche Lautenbach, Vorhalle so angelegt
- St-Jean-Baptiste (Saint-Jean-Saverne), so angelegt
- Ste-Foy (Sélestat), so angelegt

## England
- Durham Cathedral

## Italien
- Kathedrale von Lucca, Beginn derartiger Einwölbung im 12. Jh., Beibehaltung romanischer Formen auch bei späteren Ergänzungen anderer Bauteile
- Sant’Ambrogio (Mailand), älteres Gebäude im 12. Jh. repariert
- Pavia:
  - San Pietro in Ciel d’Oro, errichtet 1090–1132, Gewölbe 1478 erstmals errichtet oder erneuert
  - San Michele Maggiore, vor 1155 errichtete Gewölbe im 15. Jh. ersetzt
- Dom von Trient, im 12. Jh. so angelegt